# Georgische Universität für Agrarwissenschaft
Die Georgische Universität für Agrarwissenschaft (georgisch საქართველოს აგრარული უნივერსიტეტი; englisch Agricultural University of Georgia) ist eine Universität in Tiflis, der Hauptstadt Georgiens. Sie wurde 1929 als Staatliche Georgische Universität für Agrarwissenschaft gegründet und 2011 als Georgische Universität für Agrarwissenschaft privatisiert. 

## Fakultäten
- Agricultural and Natural Sciences
- Technology and Engineering
- Business Administration